# Акацукі
Акацукі — організація, що зібрала в собі головних антагоністів манги і аніме-серіалу «Наруто».

## Загальний огляд

Статуя Демона Відступника

«Акацукі», протягом всього періоду часу, складаються з десяти основних членів. Визначений критерій щодо приєднання в цю організацію невідомий, хоча всі знані члени є злочинцями класу S, що розшукуються і є найнебезпечнішими особами у світі Шинобі. Щоби дійти до цього рівня, потенційні члени повинні володіти незвичайними бойовими можливостями і порвати зі всіма зв'язками із селищем, де вони виросли. Два члени, Ітачі Учіха та Сасорі, відомі тим, що проходили попереднє змагання перед їхнім приєднанням до організації. Ітачі вбив майже всіх членів своєї сім'ї протягом однієї ночі, хоча це не було справжньою причиною знищення родини. Сасорі, протягом битви, у якій він випадково зустрів свою бабусю, каже, що його попереднє завдання для приєднання до «Акацукі» не було надто складним. Однак, у випадку Дейдари, то він просто став членом «Акацукі» в результаті поразки в битві з Ітачі.
Члени «Акацукі» працюють в групах з двох чоловік. Команди формуються для рівноваги можливостей й умінь кожного, щоби створити непереможний дует. Наприклад, Какузу використовує безсмертя Хідана для переваги, застосовуючи атаки, під час яких Хідан коле або ранить противника; будучи безсмертним, завдана Хіданом звичайна рана стає фатальною для опонента. Зецу є винятком у цьому випадку, оскільки він завжди працює сам. Члени, партнери яких загинули, часто також працюють одними, допоки не знайдена заміна. Найчастіше, члени подовжують працювати з особливими зв'зками з їхніми компаньйонами, створивши певну форму вірності один одному В інших випадках, члени Акацукі продовжуватимуть працювати зі своїми партнерами лише до досягнення покладеного на них завдання, якщо найважливіші речі стають джерелом дискусій між цим двома. В основному, «Акацукі» не турбуються долею решти членів, єдине, що їх турбує - наявність супротивників, що достатньо сильні, щоби вбити членів організації
«Акацукі» — організація, що постійно подорожує, і її агенти працюють у всіх селищах світу Naruto. Шпигуни є особливими членами зі змінними цілями, Сасорі має агента, який знаходиться під формою контролю свідомості, завдяки чому може використовувати цю людину як розвідника, в той час, як Какузу має гурт людей, які піклуються його фінансами. Оскільки різні члени часто дуже далеко один від одного, подорожувати, щоб зустрітись, непрактично. Тому «Акацукі» спілкуються завдяки телепортації. Якщо потрібно зустрітися цілій організації, члени використовують форму астральної копії, щоби зустрітися у різноманітних таємних сховищах «Акацукі» . Одна із таких зустрічей «Акацукі» є кінцівкою першої частини манги «Naruto». Один член каже, що це вперше за сім років, коли організація збирається разом заради оказії. Їхні зустрічі стали набагато частішими через зростання активності організація.
Статуя "Демона Відступника"- це статуя, яку створили за допомогою рінеґану. Створив її Рікудо Сенін для розділення Десятихвостого демона "Джубі".

## Зовнішній вигляд
Члени «Акацукі» вдягнені в однакову уніформу: довгий, темний плащ з червоними хмарами і червоною виворітною частиною високим коміром. Всі члени фарбують пальці на руках та на ногах у фіолетовий колір. На початку місій вони вдягнені у конічні солом'яні капелюхи з маленькими шилоподібними дзвіночками, які призначені для захисту обличчя, але капелюхи знімаються перед початком битви. На додаток до цього, члени продовжують носити лобові пов'язки з їхніх колишніх селищ, але із закресленими лініями символу їхнього селища. Це зроблено для того, щоби показати, що всі зв'язки із селищем порвані і вони вже не є вірними колишнім домівкам.

Перстень організації на пальці Ітачі Учіха

Кожен член «Акацукі» носить один, унікальний та особливий перстень, і жодні два члени не носять перстень на одному й тому ж пальці. Є десять перснів, і Тобі, наприклад, став членом «Акацукі», знайшовши перстень Сасорі , і хоча Зецу противився цьому, Тобі все-таки став членом «Акацукі». Дейдара посилив значення перснів після втрати обидвох рук, виявивши більший інтерес пошуку рук з перснем, ніж пошуку рук взагалі. Так само, коли Орочімару покинув організацію, він забрав перстень зі собою, і тому він був заміненим аж через десять років після виходу. Кожен перстень має унікальний символ, перше канджі від його імені.

### Перелік перснів
- Великий правий палець(яп. 零 rei) — «Нуль»; носій — Пейн.
- Правий вказівний палець : (яп. 青龍 Seiryū), «Блакитний дракон»; носій — Дейдара.
- Правий середній палець(яп. 白虎 Byakko) — «Білий Тигр»; носій — Конан.
- Правий безіменний палець(яп. 朱雀 Suzaku) -«Пурпуровий Птах»; носій — Ітачі Учіха.
- Правий мізинець(яп. 玄武 Genbu)- «Чорна Черепаха»; носій — Зецу.
- Лівий мізинець(яп. 空陳 Kūchin) — «Порожнеча»; колишній носій — Орочімару.
- Лівий безіменний палець(яп. 南斗 Nanju)- «Стрілець» (літ. «Південна зірка»); носій — Кісаме Хошіґакі.
- Лівий середній палець(яп. 北斗 Hokuto)- «Великий ківш» (літ. «Північна зірка»); носій — Какузу.
- Лівий вказівний палець(яп. 台北 santai) — «Три рівні»; носій — Хідан.
- Великий лівий палець(яп. 玉女 gyokunyo) — «Діва»; теперішній носій — Тобі, колишній носій — Сасорі.

## Мета
Хоча деякі члени «Акацукі» вступили в організацію через свої власні причини (на приклад, Какузу приєднався, бо так йому легше буде збирати гроші), головною і єдиною метою «Акацукі» є заволодіти світом «Naruto». Лідер Пейн створив для цього план, що складається з трьох пунктів. По-перше: їм потрібна велика кількість грошей для підтримки організації. По-друге, заснувати найману групу, вірну лише «Акацукі». Щоб досягти цього, «Акацукі» виконують кожну місію за набагато нижчу плату, ніж решта ніндзя, залишаючи їх поза конкуренції. Таким чином Акацукі заробляють велику кількість коштів. Оскільки в цей час у світі «Naruto», за допомогою хвостатих демонів «Акацукі» можуть розпочати такі війни. Таким чином вони заволодіють всіма поселеннями ніндзя. Таким чином кожне селище ніндзя впаде перед «Акацукі».
Хвостаті демони, дев'ять величезних монстрів з неймовірною силою, є головними цілями, на які направлені «Акацукі». Кожен член Акацукі направлений заволодіти(але не вбити) певним демоном, в більшості випадків- Джінчурікі (людиною, що носить цього демона). У цей час «Акацукі» заволоділи сімома демонами: Однохвостим Шукаку, Двохвостим Мататабі, Трихвостим Ісобу і Чотирихвостим Сон Гоку, П’ятихвостим Кокуоу, Шестихвостим Сайкеном та Семихвостим Чоумеєм.
Для того, щоб повністю заволодіти демонами, Пейн створив спеціальну статую. В неї поміщується сила схоплених демонів. Члени організації займають своє місце на статуї залежно від їхнього персня, оскільки статуя має форму гігантських людських рук. Сила монстрів у статуї настільки страшна, що вони можуть її зруйнувати. Однак Тобі, який згодом віддає накази Пейну, каже, що Шарінґаном, який є у його правому оці, він здатен їх контролювати. Найголовнішою ціллю «Акацукі» в цей час є заволодіння Дев'ятихвостим Лисом, який міститься всередині Наруто Узумакі.

## Колишні агенти

### Кабуто Якуші

Кабуто Якуші

Кабуто Якуші — колишній шпигун Сасорі, що опинився під його розумовим контролем. Згодом цей контроль було знято Орочімару, і Кабуто став його найвірнішим слугою. Спершу Кабуто вів подвійну гру, прикидаючись ніндзя Коноги, шпигуючи для Орочімару, але згодом проявив свій справжній облік. Заволодів рештками тіла Орочімару, розкривши свою мету - перевершити його. На даний момент став членом Акацукі. Його прийняли після того як він показав свою силу Тобі і технікою (яп. 口寄せ・穢土転生 кутийоси: едо тэнсей?, Техніка Виклику: Воскресіння в Тлінний Світ) воскресив п'ятьох членів  Акацукі: Дейдару, Сасорі, Ітачі, Какудзо, Нагато. Також пізніше воскрешає таких ніндзя як: Мумуші Забуза, Хаку, Гарі ,Торуне, Чіо, Кімімару, Хізаши Хюгу, Като Дана, Тороі, Пакуру ,Сарутобі Асуму, Другого Мізукаге, 7 мечників туману, джінчурікі, мертвих каге, братів золота і срібла. Козирем Кабуто був вилик Учіхи Мадари якого він наділив ріненганом.

### Юра

Юра

Юра (яп. 由良 Yūra) був шпигуном Сасорі в Сунаґакуре. Завдяки своєму наближенні до Казекаґе, Юра міг здобувати найціннішу інформацію. Згодом був принесений у жертву лідером Акацукі, ставши копією Ітачі Учіха. Був убитий Наруто Узумакі технікою гігантського Расенґану.
- Сейю: Гідео Ватанабе